# Bărbătești (Gorj)
Pour l’article homonyme, voir Bărbătești.
Bărbătești est une commune roumaine située dans le județ de Gorj.